# Benjamin Kiplagat
Benjamin Kiplagat (Magoro, 4 marzo 1989 – Eldoret, 31 dicembre 2023) è stato un siepista ugandese.

## Biografia
Dopo aver vinto la medaglia d'argento ai campionati del mondo juniores di atletica leggera 2008, prese parte a tre edizioni dei Giochi olimpici (2008, 2012, 2016) nella disciplina 3000 metri siepi, senza vincere medaglie. Ai campionati africani di atletica leggera 2012 vinse la medaglia di bronzo.
Kiplagat è stato trovato morto nella sua automobile il 31 dicembre 2023 a Eldoret, in Kenya, ucciso a coltellate, probabilmente in seguito a una rapina. Per il delitto sono state fermate due persone.